# Cliza
Cliza è un comune (municipio in spagnolo) della Bolivia nella provincia di Germán Jordán (dipartimento di Cochabamba) con 21.735 abitanti (dato 2010).

## Cantoni
Il comune è suddiviso in 4 cantoni:
- Chullpas
- Cliza
- Huasacalle
- Santa Lucía